# Sasca Română, Caraș-Severin
Sasca Română este un sat în comuna Sasca Montană din județul Caraș-Severin, Banat, România.
În Sasca Română a existat o mină de aur, cupru, plumb și fier care a funcționat în epoca romană și cea medievală.

## Legături externe

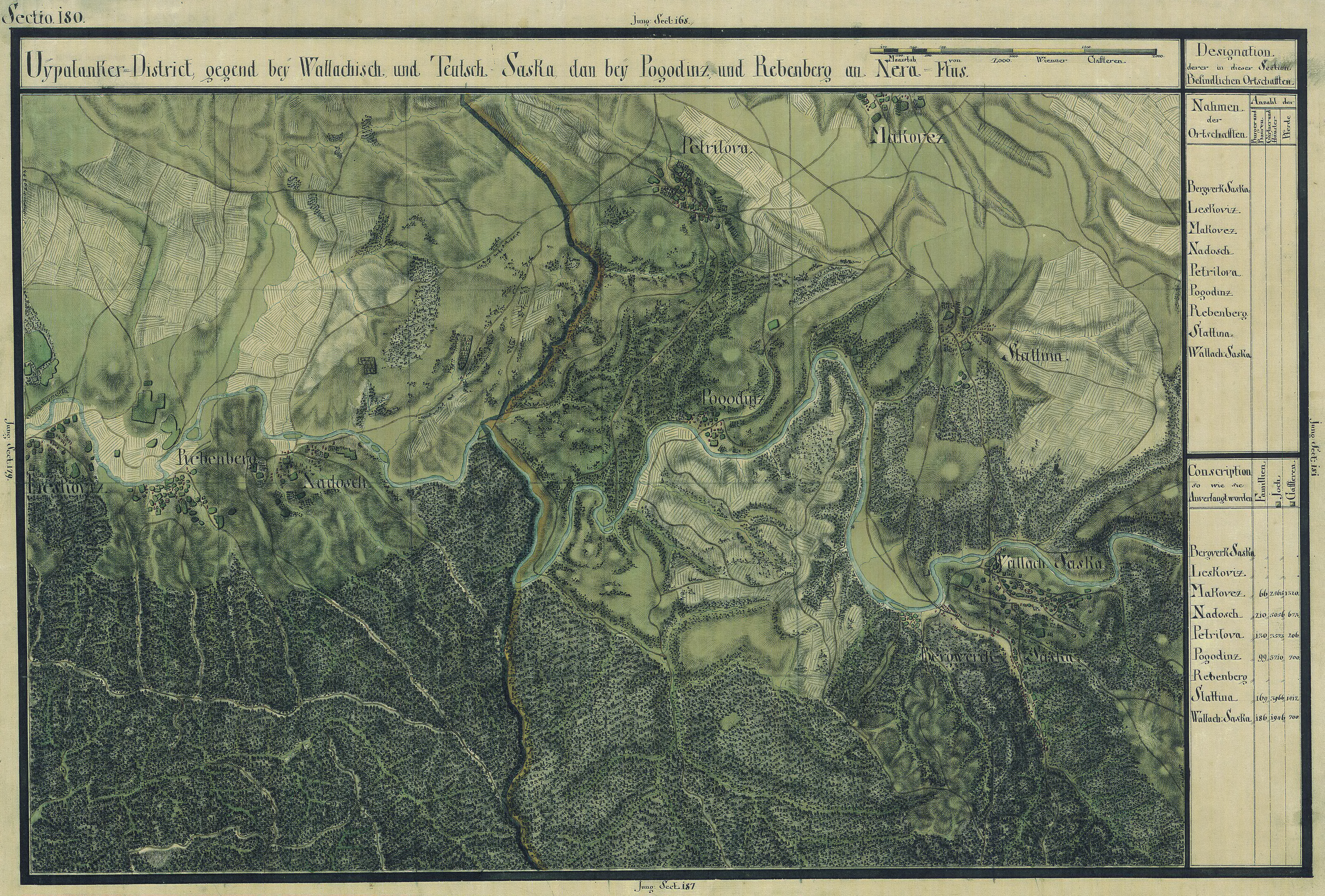
Sasca Română în Harta Iosefină a Banatului, 1769-72